# Mała Pasieka
Mała Pasieka – zalesiony szczyt o wysokości 539 m n.p.m., na Pogórzu Przemyskim w masywie Suchego Obycza.
W Dolinie Niemieckiej na zboczach Małej Pasieki znaleziono kilkanaście okazów bardzo w Polsce rzadkiego gatunku grzyba pigmentówkę iglastodrzewną (Callistosporium pinicola).